# 黑昆西事件
黑昆西事件（韓語：흑퀸시 사건，Black Quincy scandal）是美國黑人醫師黑昆西（假名，當時26歲）與大田廣域市數十位韓國女性的通奸事件。黑昆西將此事錄影後在网上公開。2010年10月，黑昆西因受到韓國网客的追查和迫害返回美國。